# Photomicrographie
Ne pas confondre avec la microphotographie, qui consiste à réaliser des images de très petite taille sur des supports de type microfilms ou microfiches.

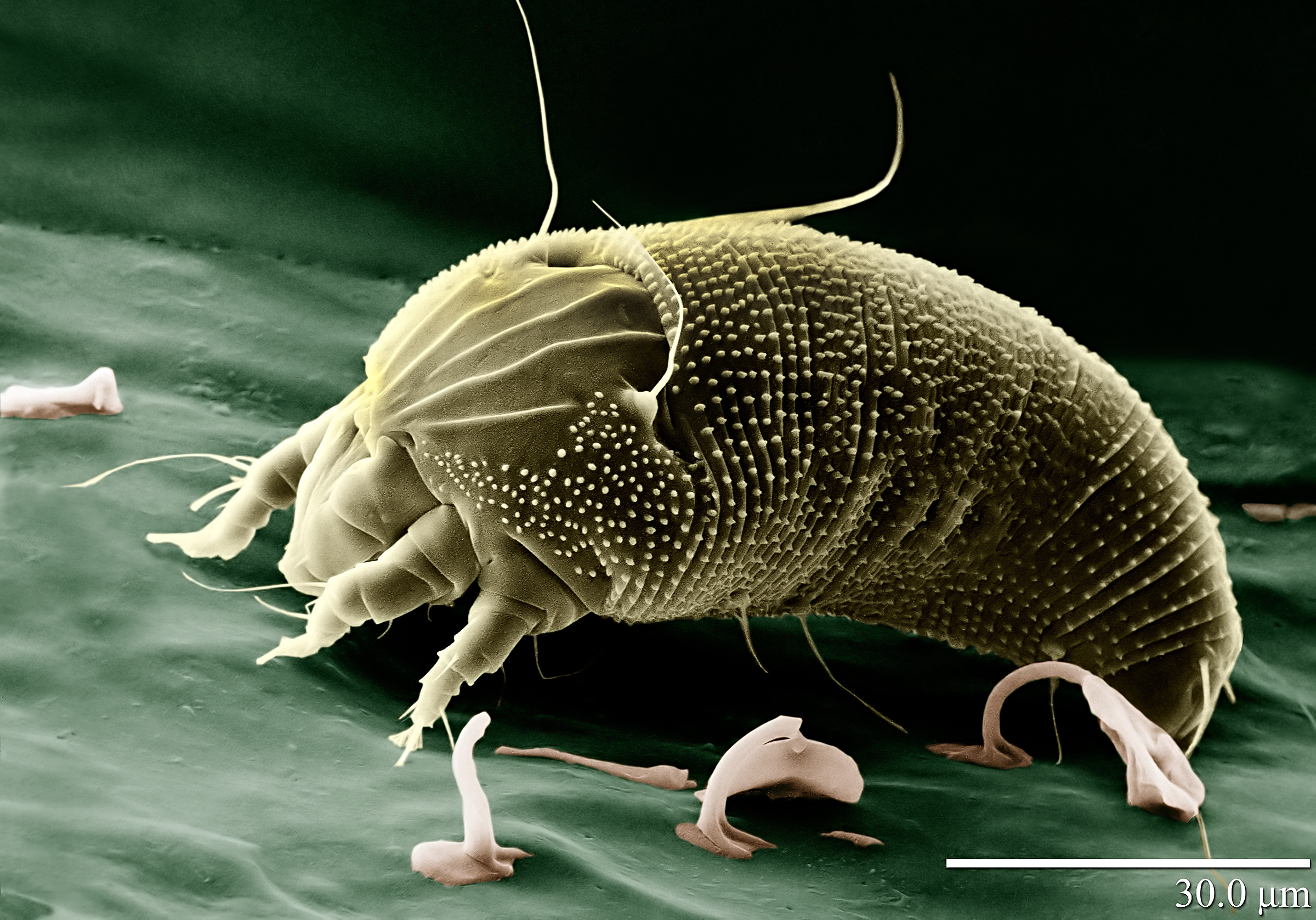
Exemple d'image d'un Acarien (Aceria anthocoptes) prise au microscope électronique à balayage

La photomicrographie est l'ensemble des techniques photographiques permettant de photographier des sujets à l'aide d'un microscope composé. Le terme désigne aussi l'activité photographique associée à ces techniques. Les rapports de grandissement en photomicrographie se situent en général au-delà du rapport de grandissement 10:1 sur la cible photographique (film ou capteur) (dix fois plus gros sur la cible photographique que la taille réelle). En deçà, et à partir de 1:1, on parle de macrophotographie, technique plus accessible au grand public avec des compléments optiques plus simples à l'appareil photographique. Mais les deux techniques se concurrencent dans le domaine de grandissement de 10:1 à 50:1 car elles ne se distinguent que par l'usage de l'outil, microscope composé, en photomicrographie.
La photomicrographie est surtout utilisée en imagerie médicale, pour l'étude des matériaux, etc.

## Histoire
Parmi les pionniers, citons Émile Roux, fondateur en 1889 du Laboratoire de photomicrographie de l'Institut Pasteur, puis Paul Jeantet, directeur de ce laboratoire à partir de 1903.
Mary Kingdon Heslop (1885-1955), géologue et géographe anglaise est l'une des premières femmes à travailler en sciences à Londres[pas clair]. C'est une pionnière de l'utilisation de la photomicrographie couleur. Elle fait partie des premières femmes membres de la Société géologique de Londres et la première femme chargée de cours en géographie à l'université de Leeds.

## Matériel
On peut coupler un appareil photo à un microscope, voire à un stéréomicroscope, à l'aide d'une fixation entre les deux appareils. C'est le même principe de couplage que pour l'astrophotographie amateur, où l'appareil photo est couplé à une lunette astronomique ou un télescope (montage afocal ou digiscopie).
Mais plus souvent, l'oculaire du microscope est remplacé par un projectif qui va former une image réelle sur le capteur de l'appareil photographique dont on a enlevé l'objectif au préalable.

## Difficulté de la photomicrographie
- La lumière est moindre pour un sujet microscopique, d'autant que son trajet est plus long (tube du microscope + tube de l'appareil photo). Beaucoup de microscopes ont cependant un éclairage artificiel, nécessaire pour les sujets rendus transparents.
- La profondeur de champ est très faible.